# Saweetie
Diamonté Quiava Valentin Harper (Santa Clara, 2 juli 1993), beter bekend als Saweetie, is een Amerikaanse rapper en zanger. Ze verwierf bekendheid in 2017 met haar debuutsingle "Icy Grl", wat haar een platencontract opleverde bij Warner Records. De single werd dubbel platina gecertificeerd door de Recording Industry Association of America (RIAA).
In 2018 bracht ze haar debuut-EP High Maintenance uit. Haar tweede EP Icy (2019) leverde de single "My Type" op, die een viervoudige platina certificering ontving van de RIAA. Haar single "Tap in" uit 2020 en "Best Friend" met Doja Cat uit 2021 bereikten beide de top 20 van de Billboard Hot 100. Pretty Bitch Music is haar aankomende debuutalbum. Tijdens de 64e editie van de Grammy Awards ontving "Best Friend" een nominatie voor Best Rap Song, terwijl Saweetie zelf een nominatie ontving voor Best New Artist.

## Biografie
Saweetie werd geboren op 2 juli 1993 in Santa Clara, Californië. Ze is opgegroeid in een muzikale en sportieve familie. Ze is de dochter van voormalig muziekvideomodel Trinidad Valentin, die van Filipijnse en Chinese afkomst is, en voormalig American footballspeler Johnny Harper, die Afro-Amerikaans is. Ze groeide op in Hayward en later in Sacramento, waar ze onderwijs volgde aan de Merrill F. West High School in Tracy en afstudeerde aan de Monterey Trail High School in Elk Grove. Sinds haar jeugd hield ze zich bezig met sport; als tiener beoefende ze onder meer American football, volleybal en atletiek. In 2011 werd ze uitgeroepen tot Female Athlete of the Year op haar middelbare school.
Daarnaast ontwikkelde ze al vroeg een interesse in muziek. Ze werd op jonge leeftijd door haar moeder aangemoedigd om haar liefde voor poëzie te verkennen. Saweetie's poëzie evolueerde naar rijmen, en uiteindelijk naar rappen. Op 14-jarige leeftijd begon ze muziek te maken door haar eigen teksten te rappen over de instrumentale muziek van populaire rapnummers. Na de middelbare school studeerde Saweetie communicatie en bedrijfskunde aan de San Diego State University. Vervolgens stapte ze over naar de University of Southern California, waar ze in 2016 een Bachelor of Arts (BA) in communicatie behaalde. Na haar afstuderen, besloot ze zich te richten op een carrière als rapper.

## Carrière

### 2016–2019:High MaintenanceenIcy
Saweetie begon in 2016 met het delen van haar freestyles op haar Instagram-account. Omdat ze destijds de kosten voor een muziekstudio niet kon betalen, nam ze de video's op in haar auto. In haar 8ste video rapt ze over de beat van het nummer "My Neck, My Back (Lick It)" door Khia, wat uiteindelijk de virale hit "Icy Grl" werd. Het nummer werd in de zomer van 2017 op haar SoundCloud geplaatst en trok de aandacht van producent en A&R-directeur Max Gousse, die haar manager werd. Diezelfde maand bracht Saweetie de freestyle rap "High Maintenance" uit, vergezeld van een korte videoclip die eveneens viraal ging op Instagram en Twitter.

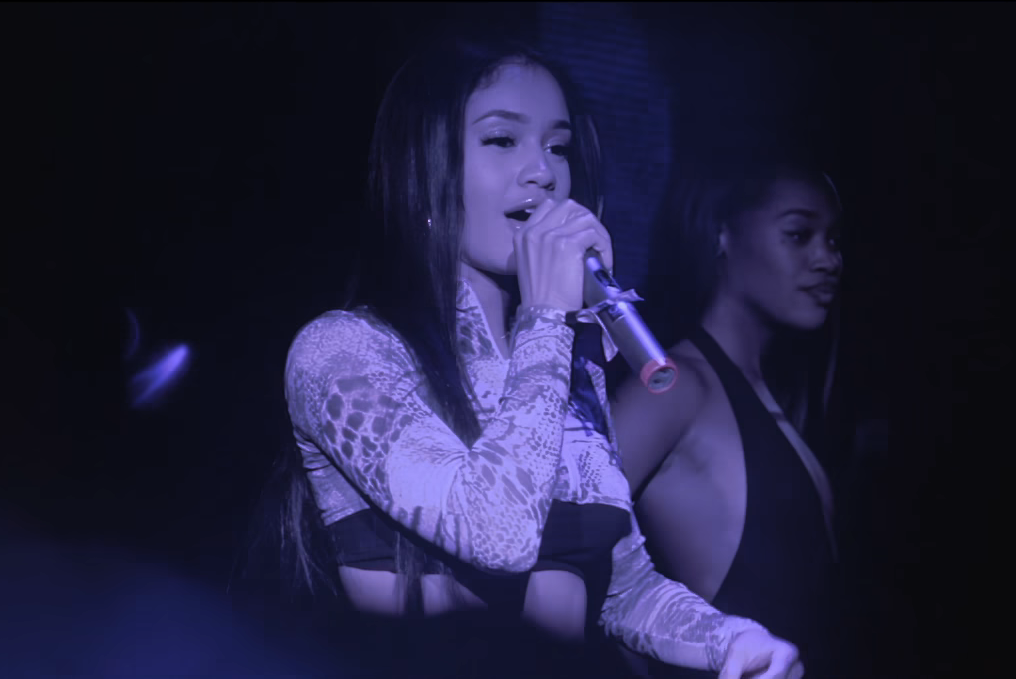
Saweetie treedt op in 2018

In januari 2018 werd Saweetie uitgeroepen tot Tidal's Rising Artist of the Week en de Best New Artists of the Month van Pigeons & Planes. Tijdens de Super Bowl LII in februari 2018 was ze te zien in een reclame voor Rihanna's cosmeticamerk Fenty Beauty.  Diezelfde maand tekende ze een contract bij Warner Records. In februari 2018 lanceerde Saweetie haar eigen platenlabel Icy Records. Op 16 maart 2018 bracht ze haar debuut-EP High Maintenance uit.
Op 29 maart 2019 bracht Saweetie haar tweede EP-album Icy uit. De eerste single is het nummer "My Type", geschreven door Saweetie en geproduceerd door London on da Track. Op 23 augustus 2019 werd een remix van het nummer uitgebracht, met Jhené Aiko en City Girls. Saweetie verscheen op 28 januari 2020 als gastartiest in het programma Nick Cannon Presents: Wild 'N Out op VH1, waar ze haar nummer "My Type" opvoerde.

### 2020–heden:Pretty Bitch Music
In juni 2020 bracht Saweetie de single "Tap In" uit van haar aankomende debuutalbum Pretty Bitch Music. In augustus 2020 volgde een remix van het nummer, getiteld "Tap In Remix", met bijdrages van de rappers Post Malone, DaBaby en Jack Harlow. Op 2 juli 2020 bracht ze daarnaast de promotiesingle "Pretty Bitch Freestyle" uit. Op 31 juli verscheen Saweetie samen met de Amerikaanse rapper Tay Money op het nummer "Bussin 2.0", waarvan de videoclip diezelfde dag uitkwam. In datzelfde jaar, op 6 augustus, was ze te horen op het nummer "Kings & Queens, Pt. 2" van Ava Max, samen met Lauv. In oktober bracht ze "Back to the Streets" uit, een samenwerking met Jhené Aiko, als tweede single van Pretty Bitch Music. De derde single van het album, "Best Friend" met Doja Cat, volgde op 7 januari 2021.
In 2020 werd Saweetie opgenomen in Forbes' 30 Under 30-lijst in de categorie muziek. In oktober van dat jaar lanceerde ze haar eigen online educatieve contentserie: Icy University. In april 2021 bracht Saweetie Pretty Summer Playlist: Season 1 uit, met de singles "Risky" en "Talkin' Bout". Op 30 april 2021 werkte ze samen met de Britse meidengroep Little Mix voor de remix van hun nummer "Confetti". Op 7 mei 2021 bracht Saweetie "Fast (Motion)" uit als vierde single van Pretty Bitch Music.
Saweetie maakte in 2021 haar televisiedebuut met een gastrol als het personage Indigo in 3 afleveringen van de televisieserie Grown-ish. Daarnaast presenteerde ze in oktober 2021 de seks-positieve komediespecial Sex: Unzipped op Netflix. Op 19 november bracht ze de single "Icy Chain" uit.
Op 18 november 2022 bracht Saweetie haar vierde EP The Single Life uit, die naar verluidt in de eerste week 2.000 exemplaren verkocht. De EP werd voorafgegaan door de single "Don't Say Nothin'", die enkele uren voor de release van het project werd gedeeld.
Sinds 2024 heeft Saweetie meerdere nummers uitgebracht, waaronder "IMMORTAL FREESTYLE", "NANi" en "Is It the Way".

## Persoonlijk leven
Saweetie is de eerstegraads nicht van actrice Gabrielle Union. Haar grootvader Willie Harper speelde American football voor de San Francisco 49ers en haar oom Josh Harper speelde American football voor onder andere de Fresno State Bulldogs. Ook is ze de nicht van hip-hop artiest en producent MC Hammer. Saweetie had van 2018 tot 2021 een relatie met de rapper Quavo.